# Пакистанска ботия
Пакистанските ботии (Botia lohachata) са вид актиноптери от семейство Botiidae.
Те са незастрашен вид.
Таксонът е описан за пръв път от Б. Л. Чаудхури през 1912 година.